# Johann Plechelm von Rhede
Johann Plechelm von Rhede (* um 1610; † 12. Februar 1662) war Domherr in Münster.

## Leben
Johann Plechelm von Rhede, Spross des niederländischen Zweigs des ursprünglich westfälischen Adelsgeschlechts Rhede, entstammte der emsländischen Familie von Rhede zu Brandlecht, die von der 2. Hälfte des 15. Jahrhunderts bis 1715 Inhaber des Lehens über die Burg Brandlecht war. Johann Plechelm war der Sohn des Johann Albrecht von Rhede zu Brandlecht und Saesfeld und dessen Gemahlin Agnes Sybille von Asbeck zu Gaer. Seine Brüder Joachim Adrian und Johann Heinrich waren ebenfalls Domherren in Münster. Letzterer präsentierte am 29. Dezember 1651 Johann Plechelm für die Dompräbende des verstorbenen Domherrn Johann Ernst von Nassau, da der Markgraf Hermann zu Baden nicht um die Einsetzung in den Besitz der Präbende gebeten hatte. Die Inbesitznahme durch Johann Plechelm verzögerte sich durch den Widerspruch des Paderborner Dompropstes Heinrich von Sintzig. Am 26. März 1652 ergriff Johann auf eigenes Risiko Besitz von der Präbende. Nach der Rückkehr vom Studium wurde er am 3. Juni 1656 emanzipiert.